# Jimmy Morgan
James Patrick „Jimmy“ Morgan (* 11. Dezember 1948 in Saranac Lake, New York; † 8. Februar 1981 in Cortina d’Ampezzo, Italien) war ein US-amerikanischer Bobsportler.
Morgan wurde 1975 nordamerikanischer Meister im Zweierbob sowie Vizemeister im Viererbob. Bei den Weltmeisterschaften im gleichen Jahr in Cervinia belegte er den siebten Platz im Zweierbob.
1976 nahm Morgan an den Olympischen Winterspielen in Innsbruck teil. Mit seinem Partner Tom Becker beendete er den Wettkampf im Zweierbob auf Rang 14. Im Viererbob mit Tom Becker, Peter Brennan und John Proctor erreichte er den 15. Platz.
Bei der Bob-Weltmeisterschaft 1981 in Cortina d’Ampezzo lag der Viererbob von Morgan nach drei Läufen auf Rang 9. Im Finallauf überschlug sich der Bob und Morgan erlag am Unfallort seinen Verletzungen.
Morgan studierte an der Washburn University in Topeka, Kansas.
Sein Bruder John Morgan ist Fernsehproduzent und war vorher ebenfalls als Bobsportler aktiv.